# Czéh László (kosárlabdaedző)
Czéh László (Pécs, 1923. május 1. – Pécs, 1999. május 9.) tanár, testnevelő, kosárlabdázó, kosárlabdaedző.

## Élete
A pécsi Püspöki Tanítóképző, majd a Testnevelési Főiskola elvégzése után a Nagy Lajos Gimnázium (1947–1950, 1950–1954) és az 500. sz. szakiskola (1950–1954) testnevelő tanára. Közben a PEAC (1947–1957), majd a PVSK (1959–1965), illetve a Sportiskola (1957–1977) kosárlabdaedzője. A Baranya Megyei Kosárlabda Szövetség elnöke (1960–1966).

## Elismerései
- Baranya megye testnevelés- és sportdíja (1978)
- Pro Communitate díj (1992)

## További irodalom
- Pécs lexikon / főszerk. Romváry Ferenc. – Pécs : Pécs Lexikon Kulturális Nonprofit Kft., 2010.
- Új Dunántúli Napló, 1992.09.02:8. : ill. ; 1998.12.02:14. : ill. ; 1999.05.15:20.